# Du som var den minstes vän
Du som var den minstes vän är en doppsalm med fem verser av Frans Michael Franzén, som bygger på texter i Nya Testamentet, framför allt evangeliet om Jesus och barnen. Diktad 1814.
Den sjungs till en koral komponerad av Johann Rudolf Ahle 1664. Samma melodi används till Benjamin Schmolcks psalmtext Jesu, du, som i din famn.

## Publicerad i
- 1819 års psalmbok som nr 341 under rubriken "Kristligt sinne och förhållande. För föräldrar."
- 1937 års psalmbok som nr 181 under rubriken "Kyrkan och nådemedlen. Dopet."
- Den svenska psalmboken 1986 som nr 379 under rubriken "Dopet". (Bearbetad av Olle Nivenius).
- Svensk psalmbok för den evangelisk-lutherska kyrkan i Finland (1986) som nr 734 under rubriken "Sånger för kyrkliga förrättningar Dop".
- Lova Herren 1988 som nr 229 under rubriken "Dopet".